# Гранковский, Александр Александрович
Алекса́ндр Алекса́ндрович Гранко́вский (бел. Аляксандр Аляксандравіч Гранкоўскі, род. 9 ноября 1963, г.п. Новоельня, Дятловский район, Гродненская область, Белорусская ССР, СССР) — белорусский государственный и политический деятель, депутат Палаты представителей Национального собрания VII созыва. В парламенте является заместителем председателя Постоянной комиссии по промышленности, топливно-энергетическому комплексу, транспорту и связи.

## Биография
Родился 9 ноября 1963 года в г.п. Новоельня Дятловского района Гродненской области..
Имеет высшее образование, окончил Белорусский институт механизации сельского хозяйства, по профессии — инженер-механик.
Трудовую деятельность начал мастером на Минском автомобильном заводе. Работал начальником участка, начальником цеха, главным инженером инструментально-штампового производства, заместителем генерального директора открытого акционерного общества «Минский автомобильный завод» — управляющая компания холдинга «БЕЛАВТОМАЗ» — техническим директором.
17 ноября 2019 года, на прошедших парламентских выборах, был избран депутатом Палаты представителей Национального собрания по Автозаводскому избирательному округу № 92 города Минска. По результатам голосования, за его кандидатуру были поданы 16 933 голосов (45,99 % от общего числа), при этом явка избирателей на округе составила 61,16 %.
Согласно записи разговора членов избирательной комиссии на президентских выборах 2020 года, опубликованных tut.by, был, вероятно, в курсе предстоящих фальсификаций.

## Семья
Женат, имеет двух сыновей.

## Награды
Награжден медалью «За трудовые заслуги».